# Anna Stern
Anna Stern est un personnage de fiction de la série TV Newport Beach (FOX), interprétée par Samaire Armstrong. Elle est originaire de Pittsburgh (Pennsylvanie).

Ce personnage ne devait, au départ, apparaitre que dans un seul épisode, mais a été ramenée, à la demande des fans, pour plusieurs épisodes de la saison 1. 
Anna fait son grand retour durant un épisode de la saison 3, pendant lequel elle aide Seth, alors de passage à l'université de Brown, à voir plus clair avec sa relation avec Summer.
À la fin de cet épisode, elle lui permet d'obtenir une entrevue pour son entrée dans la Rhode Island School of Design. 

Elle revient par la suite à Newport pour assister au bal de Promo avec Seth et l'aide à reconquérir Summer.
Bien qu'étudiante à Brown en même temps que Summer, Anna n'apparait pas au cours des épisodes correspondants.